# Ehemaliges Papierlager des Gustav-Fischer-Verlags in Jena

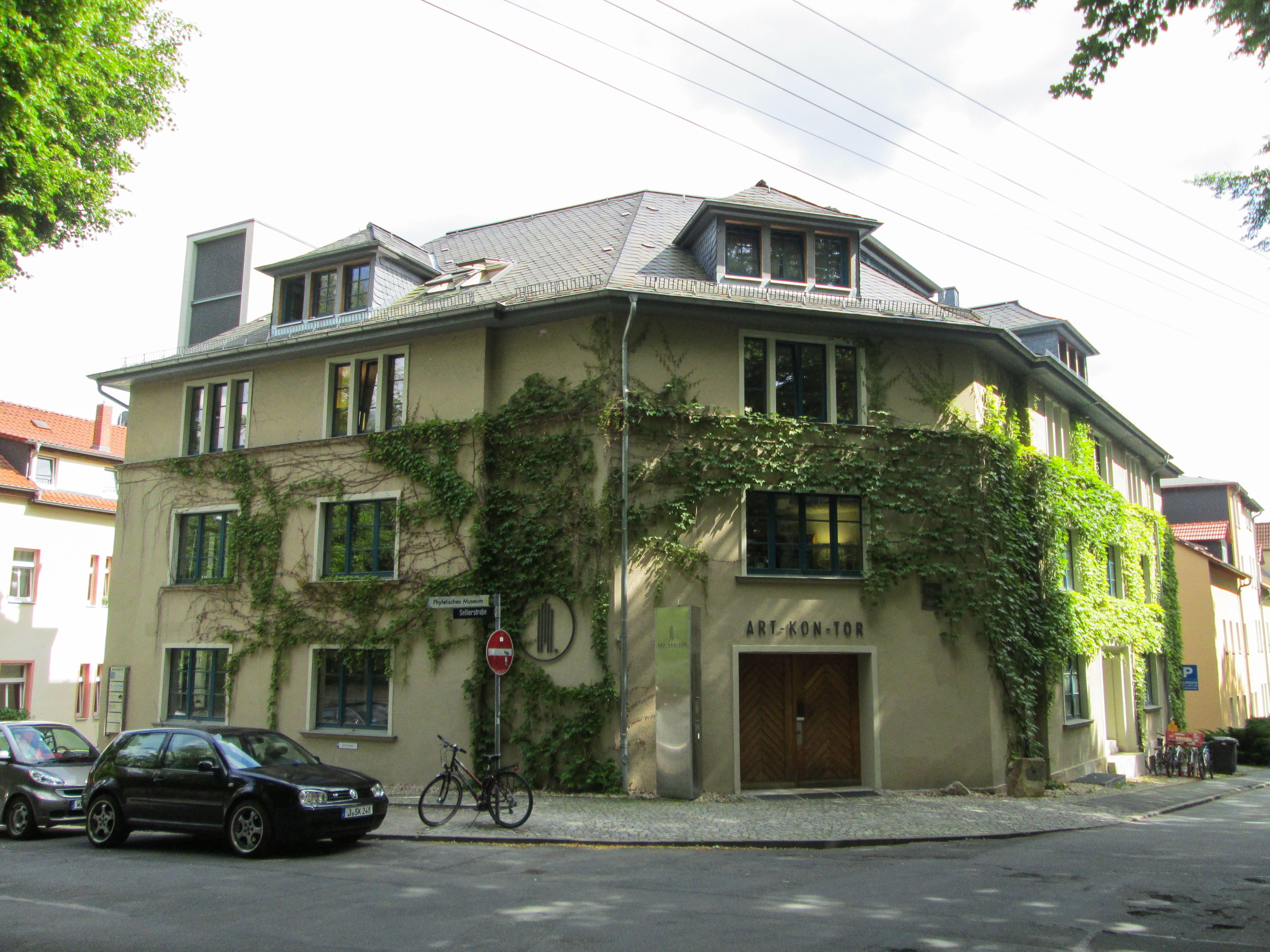
Das ehemalige Papierlager (2014)

Das ehemalige Papierlager des Gustav-Fischer-Verlags ist ein unter Denkmalschutz stehendes Bauwerk in Jena, auf dem Eckgrundstück Hainstraße 1 / Sellierstraße.

## Geschichte
Das 1912–1913 errichtete Gebäude war knapp acht Jahrzehnte lang Verlagshaus und Papierlager des 1878 gegründeten Gustav Fischer Verlags und gehört zu den frühen Industriebauten in Jena. Es wurde nach Plänen des Architekten Bruno Röhr (Weimar) durch die Bauunternehmung Dyckerhoff & Widmann in Stahlbeton-Skelettbauweise errichtet. Seine Besonderheit ist der Gegensatz zwischen der äußeren Erscheinung als Wohnhaus, da es sich harmonisch in die umgebende Wohnbebauung einfügen sollte, und der inneren Ausführung als nüchterner und variabel zu nutzender Industriebau.
Der Fischer-Verlag musste das Gebäude 1990 aus wirtschaftlichen Gründen aufgeben. Seitens der Stadt gab es für die Sanierung des Gebäudes einen genehmigten Bauantrag zum Umbau als Wohnhaus mit vielen kleinen Wohneinheiten und Balkonen.

## Sanierung 2002/2003
Das Gebäude blieb jedoch zehn Jahre lang ungenutzt, bis es Ende 2001 den Besitzer wechselte. Dieser ließ 2002/2003 die über 2.800 m² Gesamtnutzfläche in der Art eines Industrie-Lofts komplett sanieren, so dass es Züge historischer Bausubstanz mit zeitgenössischen Stilelementen und progressive Architektur vereint. Die Sanierungsarbeiten haben alle grundlegenden Strukturen erhalten. An den Decken sind noch die Abdrücke der Schalbretter sehen. Die Struktur der Außenwände wird von dünn verputzten Ziegelsteinen bestimmt. Um den Industriebau-Charakter zu betonen, wurden die Böden mit Gussasphalt erneuert und die Wände, Decken und Säulen „industrieweiß“ gestrichen, typische Industrielampen beleuchten die Flure. Als Toilettentüren wurden die ehemaligen Türen des angebauten Fahrstuhls eingebaut. Die Sanierung wurde mit dem Jenaer Fassadenpreis ausgezeichnet.
Das Haus ist seitdem Sitz einer B2B-Kommunikationsagentur.

## Inneres

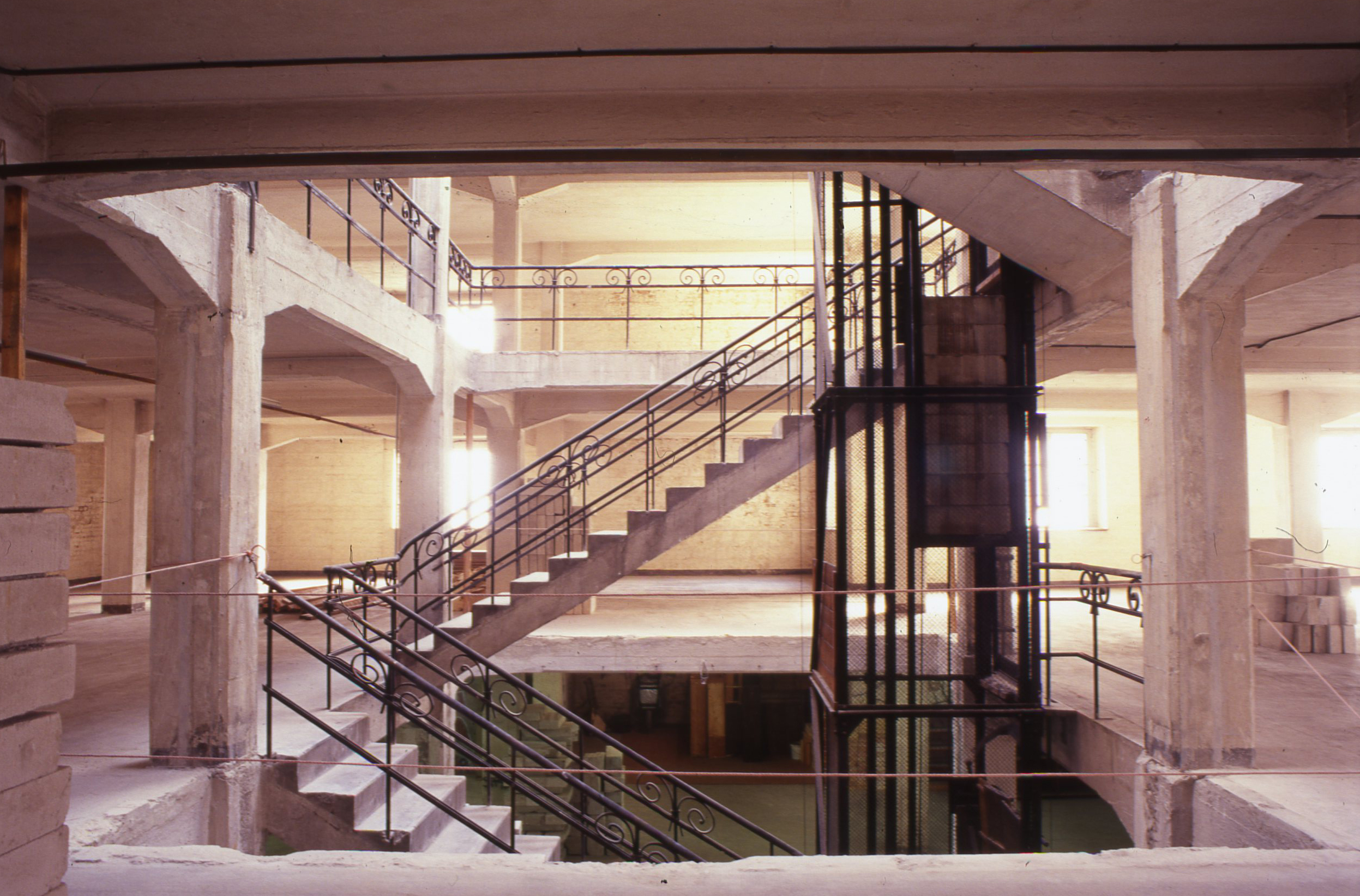
Inneres mit Treppe und Aufzug

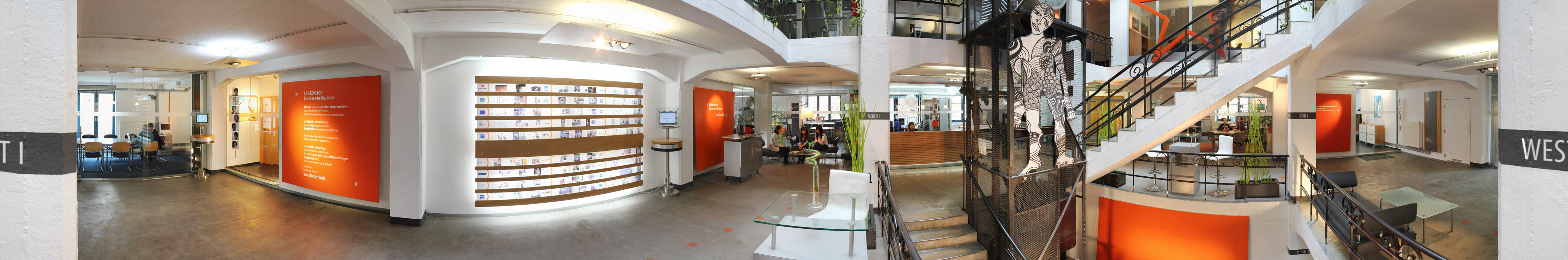
Loft-Charakter nach der Sanierung

Ein zweiläufiger Treppenaufgang mit ornamentalem Metallgeländer und der mit unter Denkmalschutz stehende historische Lastenaufzug, der aus technischen Gründen nur bis Mitte der 1960er Jahre genutzt wurde, stellen die Vertikalerschließung dar. Die Büros und Ateliers sind mit gläsernen Trennwänden abgeteilt. Die große, schwere zweiflügelige Eingangstür aus Eichenholz wurde restauriert und an anderer Stelle wieder eingebaut.
Für Helligkeit sorgen der große Lichthof, dessen Oberlicht einem Prisma nachempfunden und aus Wärmeschutzglas gefertigt wurde, sowie die hohen Fenster, die das Licht von allen Seiten ins Haus lassen.
Eine Intarsie direkt neben dem Eingangsportal erinnert an den Verlag, dessen Gründer Gustav Fischer das Wappen entwerfen ließ. Es verbindet das Symbol eines Fisches mit der Devise der Familie seiner Frau, der Genfer Goldschmiedefamilie Des Arts: „Semper bonis artibus“ – Immer den schönen Künsten.

## Luftschutzraum
Das komplette 2. Untergeschoss des Papierlagers wurde in den 1930er Jahren als Luftschutzraum ausgebaut und war noch bis 2002 mit allen bunkertypischen Anlagen ausgestattet. Die Jenaer Polizei ließ hier 1940 eine Rettungsstelle mit ärztlicher Versorgung, Röntgenraum, Notstromaggregat, Wasserbehälter und Filteranlage gegen Giftgas einrichten. Da es bereits eine Rettungsstelle an der nahegelegenen Knebelstraße gab, wurde der Bunker später zum öffentlichen Luftschutzraum umfunktioniert.  Die Türen sind mit ihrer damaligen Funktion entsprechend original beschriftet.